# Zijrivier

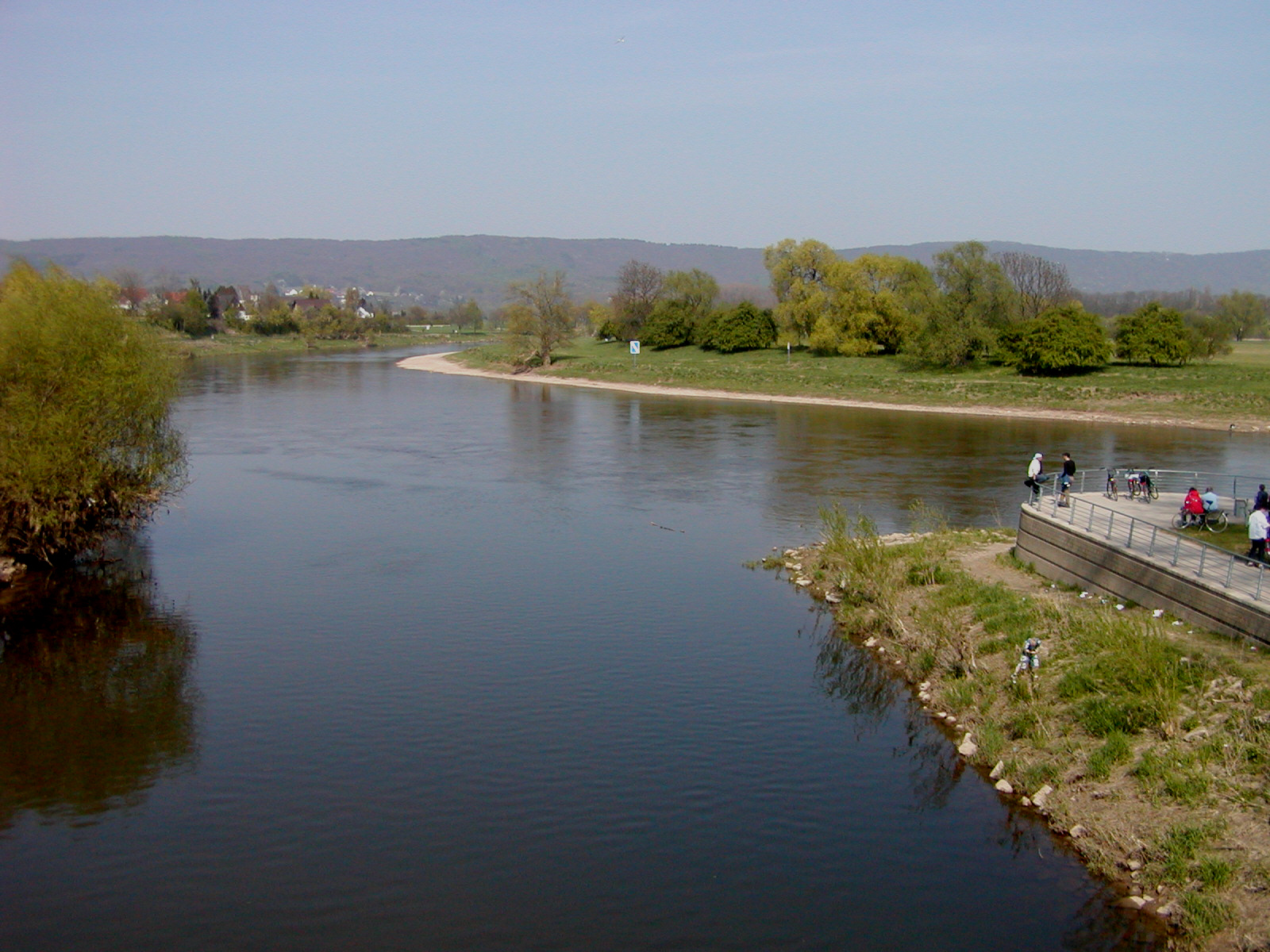
De samenvloeiing van de Wezer en zijn zijrivier de Werre in het noorden van Duitsland.

Een zijrivier is een rivier die water aanvoert naar en uitmondt in een (grotere) hoofdrivier of in een meer. Een aftakking voert daarentegen water af van de hoofdrivier. Een aftakking kan als rivierarm echter ook weer terugkeren in dezelfde of een andere rivier als een zijrivier. Zijrivieren en aftakkingen komen veel voor in vlechtende rivieren en rivierdelta's.
Een zijrivier kan zelf ook zijrivieren hebben, die dan indirecte zijrivieren zijn van de hoofdrivier. 
De zijrivieren en hoofdrivier verzorgen samen de afwatering van grondwater en oppervlaktewater van het omliggende stroomgebied. De plek waar een zijrivier samenkomt met de hoofdrivier of een andere zijrivier wordt de samenvloeiing genoemd.
Bij zijrivieren wordt onderscheid gemaakt tussen rechter- en linkerzijrivieren afhankelijk van de stroomrichting van de hoofdrivier. Zo is de Ruhr vanaf de bron gezien een rechterzijrivier van de Rijn en de Moezel een linkerzijrivier van de Rijn. Bij de opsomming van zijrivieren van een hoofdrivier wordt dit regelmatig in de orografische volgorde vanaf de bron naar de monding gedaan. Een andere volgorde is andersom vanaf de monding tot de bron in de vorm van een boomstructuur.